# ارتش ۵۰ سنتی
ارتش ۵۰ سنتی ((چینی): 五毛党; pinyin: Wǔmáo Dǎng) به گروهی از صحنه‌سازان دولتی گفته می‌شود که به صورت جمعی به عنوان مفسران اینترنت برای دولت چین عمل می‌کنند.
نقش اصلی آن‌ها ارسال نظر مساعد نسبت به سیاست‌های دولت جمهوری خلق چین و هدایت نظر و افکار عمومی با گذاشتن این نظرات و پیام‌های مختلف در صفحات اینترنت است.

## وجه تسمیه
پس از آنکه برای آن‌ها در هر پست، ۵۰ سنت چینی یا ۵ مائو پرداخت شد به این نام مشهور شدند، نام دیگر جلیقه قرمز، جلو دار قرمز وحزب پنج مائو نیز گویند.
فعالیت‌های آن‌ها توسط هو جینتائو رئیس‌جمهور چین به عنوان «الگوی جدیدهدایت افکار عمومی» توصیف شده‌است.

## فعالیت
کار آن‌ها عمدتاً به زبان چینی وتمرکز فعالیت آن‌ها بیشتر در وب سایت‌های داخلی، بولتن‌ها، و چت روم به زبان چینی است ولی بعضاً، به زبان انگلیسی هم پست‌هایی هست. نقش آن‌ها این است که بحث از ضد گفتاری حزبی، سیاسی یا «غیرقابل قبول» دور کنند وبسوی اهداف ونظرات خط داده شده حزبی حزب کمونیست چین هدایت کنند.